# Greg Burgess
Gregory „Greg“ Stewart Burgess (* 11. Januar 1972 in Baltimore, Maryland) ist ein ehemaliger Schwimmer aus den Vereinigten Staaten. Er gewann je eine Silbermedaille bei Olympischen Spielen und bei Weltmeisterschaften. Bei Panamerikanischen Spielen gewann er einmal Gold und zweimal Silber.

## Karriere
Burgess schwamm für die University of Florida, an der er 1994 graduierte. Bei der Universiade 1991 in Sheffield gewann er den Titel über 200 Meter Lagen. Über 400 Meter Lagen wurde er Zweiter hinter dem Japaner Takahiro Fujimoto. 1992 konnte sich Burgess nur über 200 Meter Lagen für die Olympischen Spiele in Barcelona qualifizieren. Burgess erreichte das Finale mit der drittschnellsten Vorlaufzeit. Im Endlauf siegte der Ungar Tamás Darnyi mit 0,21 Sekunden Vorsprung auf Gregory Burgess, der seinerseits 0,03 Sekunden vor dem zweiten Ungarn Attila Czene anschlug.
1993 bei den Pan Pacific Swimming Championships in Kōbe siegte Burgess mit der 4-mal-200-Meter-Freistilstaffel. Über 200 Meter Lagen wurde er Zweiter hinter dem Australier Matthew Dunn. 1994 fanden die Weltmeisterschaften in Rom statt. Über 200 Meter Lagen erkämpfte Burgess die Silbermedaille hinter dem Finnen Jani Sievinen. Burgess schwamm auch im Vorlauf der 4-mal-200-Meter-Freistilstaffel. Im Endlauf erreichte die Staffel der Vereinigten Staaten ohne Burgess den vierten Platz.
1995 trat Burgess bei den Panamerikanischen Spielen in Mar del Plata in vier Disziplinen an. Mit der 4-mal-200-Meter-Freistilstaffel gewann er Gold. Über 200 Meter Freistil wurde er Zweiter hinter dem Brasilianer Gustavo Borges. Eine weitere Silbermedaille erschwamm Burgess über 200 Meter Lagen hinter dem Kanadier Curtis Myden. Über 200 Meter Rücken belegte Burgess den sechsten Platz. Bei seinem zweiten Olympiastart 1996 in Atlanta belegte Burgess den sechsten Platz über 200 Meter Lagen und schlug 1,43 Sekunden hinter dem Drittplatzierten an.
1997 schloss sich Burgess dem United States Marine Corps an. Er war zweimal bei Einsätzen im Irak. 2010 war er bis zum Major aufgestiegen.